# منتدى باكو الإنساني الدولي
منتدى باكو الإنساني الدولي هو تدبير الذي يعقد منذ عام 2011, بهدف لتداول المناقشات، تطوير وتبادل الأفكار وحوار واسع النطاق حول الأوضاع العالمية ذات الاهتمام الإنساني.
عقد المنتدى في جمهورية آذربيجان.

## المعلومات العامة
نظم المنتدى باكو الإنساني الدولي الأول في كانون يناير، عام 2010, في الواقع قرار الذي يتقبل في المنتدى أذربيجاني والروسي الأول بشأن التعاون الإنساني الذي يعقده على مبادرة رئيس جمهورية أذربيجان إلهام علييف ورئيس جمهورية روسيا سابق دميتري ميدفيديف.
الهدف الرئيسي للمنتدى - تكون من تحيينها التحديات الإنسانية على الصعيد الدولي في المستقبل، بجانب لأنشاء النبضات الإنسانية والتكاملية.
تجسد نتيجة المنتدى في المراجعات والتوصيات الموجهة إلى المنظمات الدولية والبلدان العالم والأفراد على حدة.
ويضم المنتدى باكو الإنساني الدولي إلى المديرين التنفيذيين الحاليين أو السابقين والمؤسسين الشركات عبر الوطنية يضا.

### منتدى باكو الإنساني الدولي الأول
عقد منتدى باكو الإنساني الدولي الأول في الفترة ما بين 25 و30 أكتوبير، عام 2011, في مدينة باكو.
وقد شارك الضيوف أكثر من 20 بلدا في المنتدى بأسم «القرن الحادي والعشرين: الآمال والتحديات».
ونظمت موائد مستديرة بشأنها في سبعة مجالات:
- تعددية الثقافات: الإنجازات والتحديات
- تكنولوجيا حديثة تغيير العالم
- تقارب العلوم
- التحديات لعلم الأخلاق وللتكنولوجيا الحيوية
- الصحافة الاجتماعية والتكنولوجيات العالية
- أنظمة القيامون التقليدية في ثقافة ما بعد الحداثة

### منتدى باكو الإنساني الدولي الثاني
عقد منتدى باكو الإنساني الدولي الثاني في عاصمة باكو ما بين 4-5 أكتوبرا من عام 2012.
أكثر من 694 مندوب رسمي يمثلون شعوب 74 بلدا، اثنان منهم رئيسا سابقا، و13 عضو حائزا على جائزة نوبل، و5 أستاذ مشرف في العالم، 63 شخصية عامة وسياسية بارزة.
ونظمت موائد مستديرة في المنتدى بشأن المواضيع التالية:
- تعددية الثقافات وهوية بالنفس الثقافي
- تعددية الثقافات في حياة المجتمع
- النهج المنهجية الجديدة لعمليات العولمة في القرن الحادي والعشرين
- تقارب تكنولوجيا وملامح المستقبل
- تكنولوجيات التي تغير مظهر الطب الحديث والبيولوجيا الجزيئية
- الجوانب الإنسانية للتنمية الاقتصادية
- وسائل الإعلام الحديثة والتحديات الجديدة
- نظام القيم التقليدية في ثقافة ما بعد الحداثة

### منتدىباكوالإنساني الدولي الثالث
وعقد منتدى باكو الإنساني الدولي لمرة ثالثة في مركز حيدر علييف، عاصمة باكو، كانون 31 أكتوبرا عام،2013.
شارك في المنتدى الاجتماعي العالمي ثالثة أكثر من 800 مندوب رسمي يمثلون شعوب 70 بلدا، 7 منهم رئيسا سابقا، و13 عضو حائزا على جائزة نوبل، و7 أستاذ مشرف في العالم، 107 شخصية عامة وسياسية بارزة.
ونظمت الأدوار في المنتدى بشأن المواضيع التالية:
- التقارب بين التكنولوجيات وملامح المستقبل: التحديات الرئيسية للقرن الحادي والعشرين
- الجوانب الإنسانية للتنمية الاقتصادية
- الابتكارات العلمية ونقلها إلى البيئة التعليمية
- تعددية الثقافات والأصالة: في البحث عن إجماع القيمة في المجتمع
- الوعي الذاتي الوطني في فترة ما بعد الحداثة
- التنمية المستدامة والحضارة البيئية
- البيولوجيا الجزيئية والتكنولوجيا الحيوية الإنجازات: من النظرية إلى الممارسة
- القضايا الفعلية لوسائط الإعلام في حيز المعلومات المعولم

### منتدىباكوالإنساني الدولي الرابع
عقد منتدى باكو الإنساني الدولي لمرة الرابعة في عاصمة باكو، كانون ما بين 2-3 أكتوبرا أكتوبرا عام،2014.
شارك في المنتدى الاجتماعي العالمي الرابع أكثر من 500 مندوب رسمي يمثلون شعوب 63 بلدا، 4 منهم رئيسا سابقا، و14 عضو حائزا على جائزة نوبل، و41 شخصية عامة وسياسية بارزة.
ونظمت الأدوار في المنتدى بشأن المواضيع التالية:
- دراسات مقارنة للتعدد الثقافي: من النظرية إلى الممارسة الإنسانية
- تحول وسائل الإعلام في العصر الرقمي: اتجاهات جديدة للتنمية
- دور التكامل متعدد التخصصات في التنمية المبتكرة
- التنمية المستدامة والحضارة البيئية
- تحديات العولمة: بين التقليد والتحول
- إن الإنسانية هي القيمة الرئيسية لحقبة ما بعد الحداثة
- البيولوجيا الجزيئية والتكنولوجيا الحيوية في القرن الحادي والعشرين: النظرية، الممارسة، وجهات النظر
- التقارب بين التكنولوجيات وملامح المستقبل: التحديات الرئيسية للقرن الحادي والعشرين

### منتدى باكو الإنساني الدولي الخامس
عقد منتدى باكو الإنساني الدولي الخامس في مركز حيدر علييف، عاصمة باكو، كانون 29 سبتمبر عام،2016.

شارك في منتدى باكو الإنساني الدولي الخامس أكثر من 400 مندوب رسمي يمثلون شعوب 80 بلدا، وبما فيه 15 عضو حائزا على جائزة نوبل.

```
نوقشت المواضيع التالية في منتدى باكو الإنساني الدولي الخامس:
```

- نماذج مختلفة للتعددية الثقافية: من النظرية إلى الممارسة الإنسانية
- تحويل الصحافة إلى فترة المعلومات ودورها في ضمان الحوار بين الحضارات
- التنمية المستدامة والحضارة البيئية
- تدريب الموظفين في البيولوجيا الجزيئية، الفيزياء الحيوية، التكنولوجيا الحيوية والطب الحديث: مشاكل مبتكرة وأخلاقية
- التقارب بين التكنولوجيات والتنبؤات المستقبلية: التحديات الرئيسية للقرن الحادي والعشرين